# قضیه استوارت

(قضیۀ استوارت)؛ در مثلث ABC، پاره خط AP را از رأس A به یکی از نقاط دلخواه P در ضلع BC چنان رسم می‌کنیم که آن را به نسبت x و y قطع کند.

قضیه استوارت، (به انگلیسی: Stewart's theorem) در هندسه اندازه پاره‌خط وارد از یک رأس بر ضلع روبرو را بر حسب اندازه اضلاع مثلث و دو پاره‌خط ایجاد شده بر روی ضلع می‌دهد. به افتخار ریاضیدان اسکاتلندی متیو استوارت که در مقاله‌ای در سال ۱۷۴۸ این قضیه را منتشر کرد، این قضیه را قضیه استوارت نامیده‌اند.
اگر b ،a و c طول اضلاع مثلت و p طول پاره خط مورد نظر باشد، آنگاه:
{\displaystyle a(p^{2}+xy)=b^{2}x+c^{2}y\,} و یا:
{\displaystyle ap^{2}=b^{2}x+c^{2}y-axy\,}
که x و y طول دو پاره‌خط ایجاد شده بر ضلع هستند.

## اثبات

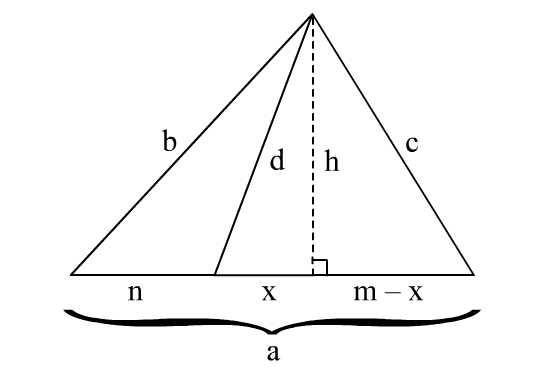
تصویر توسط miyomiyo1050.

اگر محل برخورد پاره‌خط p و ضلع BC را P بنامیم، آنگاه بنابر قانون کسینوس‌ها برای دو زاویه APB و APC داریم:
{\displaystyle b^{2}=p^{2}+y^{2}-2py\cos {\theta }\,}
{\displaystyle c^{2}=p^{2}+x^{2}-2px\cos {180-\theta }\,====c^{2}=p^{2}+x^{2}+2px\cos {\theta }\,}
با ضرب کردن x در جمله اول و y در جمله دوم معادلات زیر بدست می‌آید:
{\displaystyle xb^{2}=xp^{2}+xy^{2}-2pxy\cos {\theta }\,}
{\displaystyle yc^{2}=yp^{2}+yx^{2}+2pxy\cos {\theta }\,}
حال با جمع کردن دو معادله بالا بدست می‌آید:
{\displaystyle xb^{2}+yc^{2}=(x+y)p^{2}+xy(x+y)\,}
که همان معادله قضیه استوارت است.